# Christian Stewens
Christian Stewens (* vor 1956) ist ein ehemaliger deutscher Rudersportler.

## Werdegang
Christian Stewens ist seit früher Jugend Mitglied des Essener Turn- und Fechtklubs, in dessen Ruder-Abteilung seine sportliche Laufbahn verlief. Seine sportlichen Disziplinen innerhalb des Rudersportes  waren der Vierer mit und ohne Steuermann und der Zweier ohne Steuermann. Seinen Leistungen entsprechend wurde er sowohl in nationalen als auch in internationalen Wettbewerben eingesetzt. Seinen ersten großen Erfolg erreichte er 1956 im Vierer ohne Steuermann  in der Besetzung Wilhelm Montag, Horst Stobbe, Stewens, Fitze als sein Team  bei den Deutschen Rudermeisterschaften den 1. Platz belegte  und damit eine Goldmedaille gewann. Bei den Deutschen Meisterschaften 1957 in Berlin wiederholten er und seine Mannschaft, allerdings mit Gunther Kaschlun an Stelle von Fitze, diesen Erfolg.
Im selben Jahr gewann sein Team (Kaschlun, Montag, Stobbe und er) bei den Europameisterschaften in Duisburg die Goldmedaille im Vierer ohne Steuermann.
1960 wurde er mit Manfred Fitze Deutscher Vizemeister im Zweier ohne Steuermann, ebenfalls 1960 gewann sein Bruder Peter Stewens mit Gunther Kaschlun und Günther Gudert bei den Deutschen Meisterschaften den Titel im Zweier mit Steuermann.
Für den Sieg bei den Europameisterschaften wurde er 1958 mit dem Silbernen Lorbeerblatt ausgezeichnet.